# Elizaveta Aleksandrovna Barjatinskaja
La contessa Elizaveta Aleksandrovna Barjatinskaja (in russo Елизавета Александровна Барятинская?), nata Černyšëva (Чернышёва) (San Pietroburgo, 11 ottobre 1826 – San Pietroburgo, 18 febbraio 1902) è stata una nobildonna russa.

## Biografia
Elizaveta era la figlia di Aleksandr Ivanovič Černyšëva, e di sua moglie, la contessa Elizaveta Nikolaevna Zotova. Fu battezzata nella cattedrale di corte del palazzo d'inverno dall'arciprete Grigorij Mansvetov con il permesso dell'imperatrice Maria Feodorovna. Sotto la guida di sua madre ricevette un'eccellente educazione; parlava sia il francese che il russo, ma la lingua madre era l'inglese, che era parlato in famiglia. Studiava regolarmente musica ed era una pianista di talento. All'età di quattordici anni, visse con sua madre a Parigi, dove studiò con Chopin, che dedicò uno dei suoi notturni alla principessa. Inoltre sapeva sparare e cavalcare magnificamente.

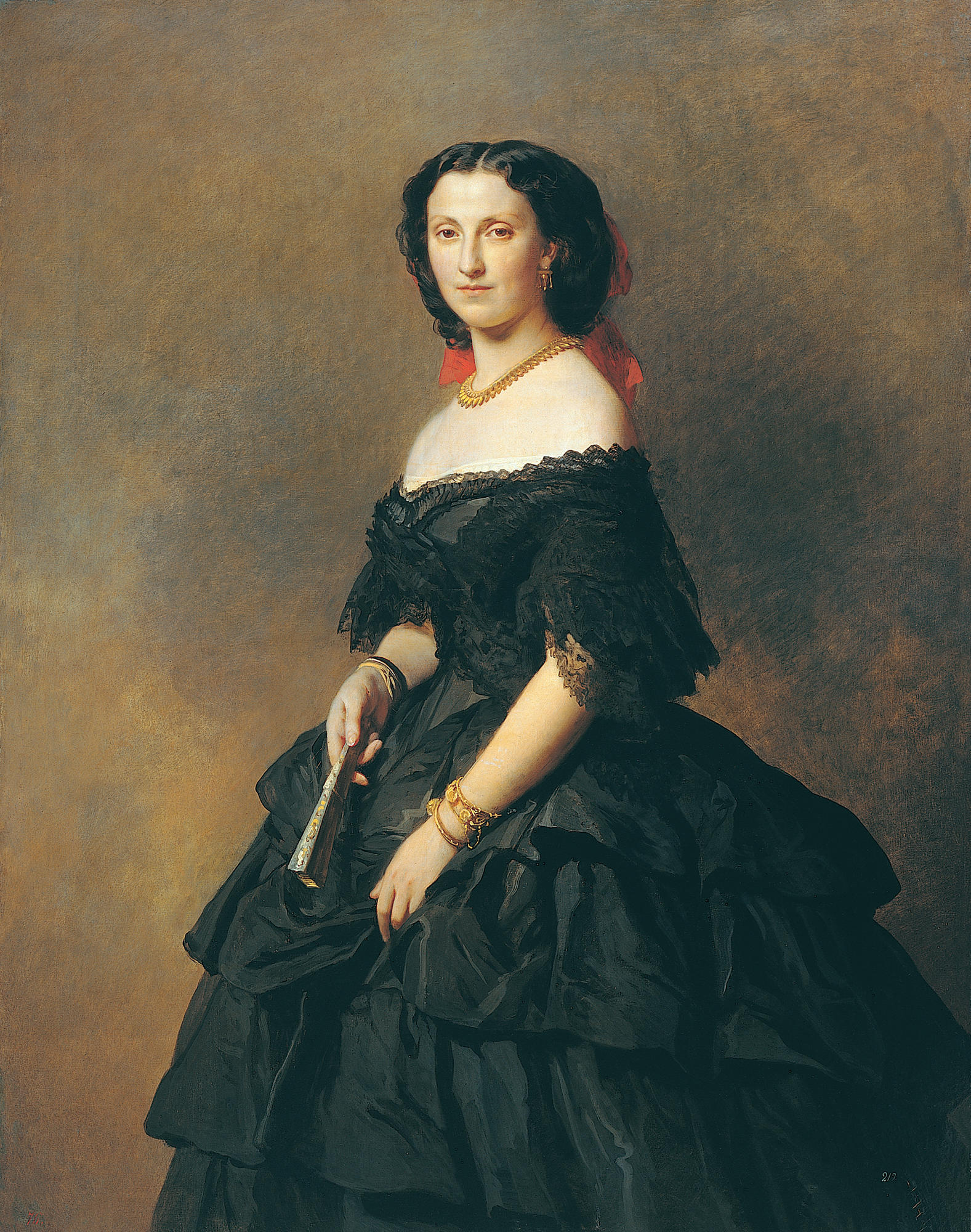
Ritratto di Elizaveta Aleksandrovna Barjatinskaja, di Winterhalter

## Matrimonio
In seguito alla sua nomina come damigella di corte, l'11 ottobre 1846 nella Cattedrale di Sant'Isacco, Elizaveta sposò il principe Vladimir Ivanovič Barjatinskij (1817-1875), che era un aiutante di suo padre. Ebbero quattro figli:
- Aleksandr Vladimirovič (1848-1910);
- Marija Vladimirovna (1851-1937), sposò in prime nozze Grigorij Izvol'skij, sposò in seconde nozze Ivan Viktorovič Barjatinskij;
- Vladimir (30 ottobre 1852);
- Elizaveta Vladimirovna (1855-1936), sposò il conte Pavel Petrovič Šuvalov.

La coppia era molto popolare nei circoli della capitale e d'Europa. Il principe, era una persona allegra, particolarmente amato a corte e ricevette alti incarichi. Sua moglie, una delle prime dame della società di Pietroburgo, era conosciuta con il nome di "Principessa Betsy". 
I contemporanei avevano diverse opinioni su di lei. Alcuni le attribuirono un numero di amanti, altri la trovavano "spiacevole e ridicola nella sua arroganza". È curioso che, dando una valutazione poco lusinghiera alla principessa, molti abbiano notato che era gentile e non amava la calunnia. 
Dopo la morte di suo marito, Elizaveta visse con la figlia Marija. Non dava grandi ricevimenti, ma per il bene di sua figlia organizzava serate e una volta alla settimana organizzava piccole cene. Condusse una vita isolata. Essendo una signora di stato, presenziava solo ai ricevimenti ufficiali a corte e all'ambasciata. Ogni anno dalla fine di maggio, trascorreva tre mesi nella sua tenuta di Ivanovskoe, che chiamava Le Château. Lì andava a visitare la tomba di suo marito ogni giorno, leggeva molto, studiava giardinaggio e corrispondenza e suonava in solitario alla sera.

## Morte
Nel 1901, la salute della principessa cominciò a deteriorarsi. Trascorse l'autunno come al solito a Parigi e all'inizio di gennaio 1902 tornò a San Pietroburgo. Il 18 febbraio, si sentì male, perse conoscenza e, senza riprendersi, alle tre del pomeriggio morì per un'emorragia cerebrale. Il funerale venne celebrato nella chiesa di San Zaccaria alla presenza di tutta la corte. In seguito suo figlio e sua moglie trasportarono le ceneri a Ivanovo e la seppellirono nella cripta di famiglia.